# 메르가르
메르가르는 오늘날의 파키스탄 발루치스탄 주의 카치 평원에서 발견된 신석기 시대 유적으로, 약 기원전 7000년부터 기원전 2500년까지 4,500년 간 유지되었다. 인더스 문명의 기원과 깊은 연관성이 추정된다. 인더스강 유역의 서쪽에 있는 볼란 고개 인근에 위치하며, 현대 파키스탄의 도시인 퀘타, 칼라트, 시비 사이에 위치한다.
메르가르는 1974년 프랑스의 고고학 연구팀에 의해 발견되었으며 1974~1986년, 그리고 1997~2000년에 발굴작업이 진행되었다. 남아시아에서 농경과 축산의 증거가 발견된 가장 오래된 지역이다. 6개의 부지에서 약 32,000개의 유물이 수집되었으며, 북동쪽 가장자리에서 발견되는 가장 이른 정착지는 약 기원전 7000년에서 기원전 5500년 사이의 것으로 추정된다.

## 생활 방식과 기술
초기의 메르가르 주민은 진흙 벽돌집에서 살았으며 곡식을 곳간에 저장했다. 도구를 지역에서 나는 구리 원광석으로 장식했고, 큰 바구니에는 역청으로 선을 그렸다. 6줄 보리, 아인콘 밀, 엔메르 밀, 대추야자를 경작했으며, 양과 염소 등을 길렀다.
후기 주거지(약 7500년 전부터 4600년 전 사이)는 손 기술에 노력을 들였다. 이 시기에 타제 석기를 만들고 가죽을 무두질했으며, 구슬을 생산하고 금속을 가공했다.
2006년 4월 과학 잡지 네이처에 의하면 인류역사상 최고 오래된 치아 드릴링의 증거가 메르가르에서 발견됐다.

## 고고학적 중요성

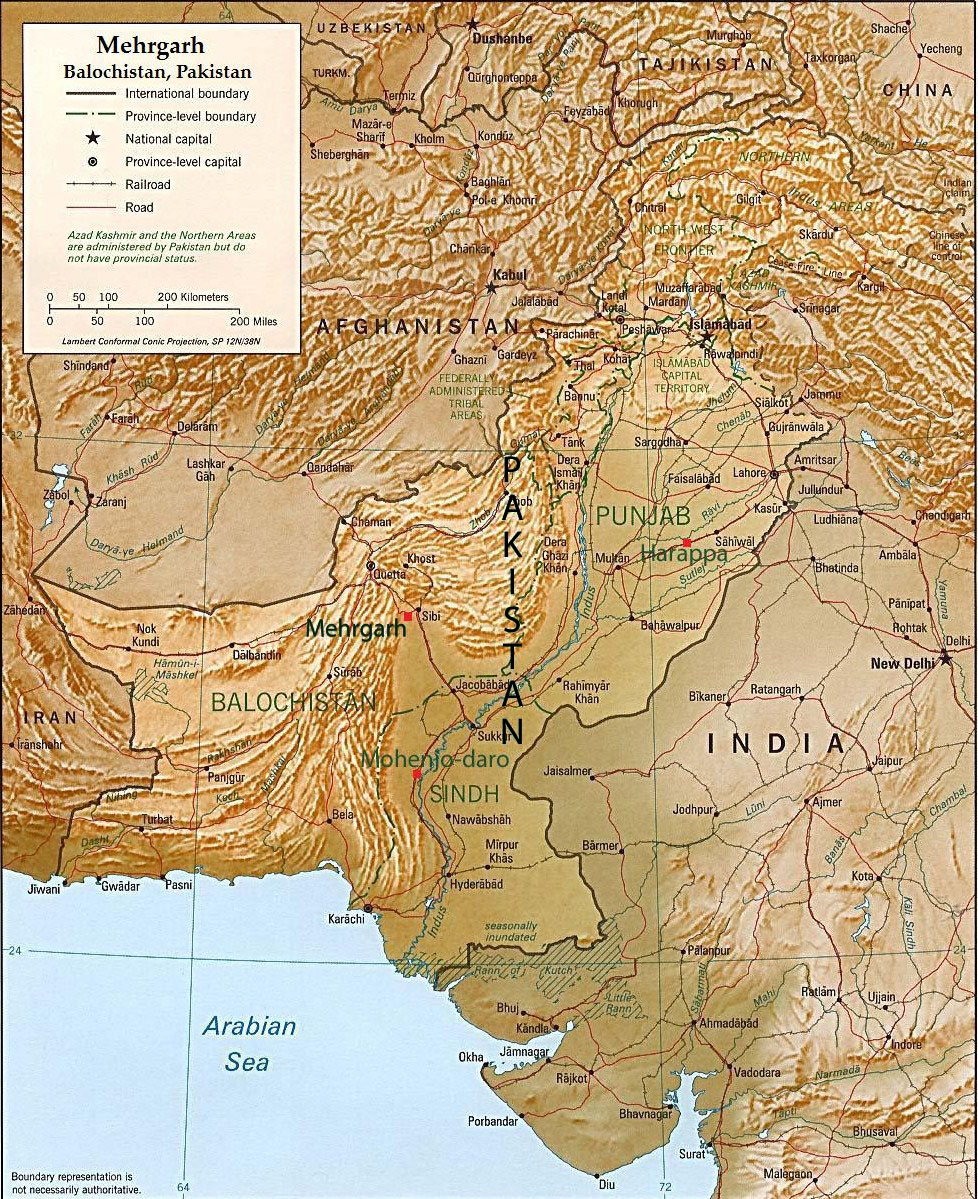
파키스탄 메르가르의 지도

메르가르는 인더스 문명의 전조로 보인다. 이슬라마바드의 아흐메드 하산 다니 명예교수는 메르가르 유적 발견으로 인더스 문명 전체의 개념이 바뀌었으며, 이 유적은 인더스 사람들의 초기 정착 마을을 포함한다고 주장했다.
파리 인더스-발루치스탄 고고학 연구소의 카트린 자리지에 따르면, 카치 평원과 볼란 분지는 남아프가니스탄과 동이란, 발루치스탄 언덕과 인더스 계곡을 연결하는 주요 도로인 볼란 통로에 위치한다. 이 영역은 인더스 계곡의 서쪽 가장자리에 있다.
약 4500년 전에 도시 문명이 발생했는데, 이는 메소포타미아나 고대 이집트 문명과 같은 시기였다. 1968년에서 1974년까지 이루어진 피라크내 발굴과 1985년에서 1985년까지 이루어진 메르가르 발굴, 1985년에서 1996년까지 이루어진 나우샤로 발굴의 결과, 인도아대륙에서 최초로 연속 주거지가 약 9000년 전에서 2500년 전까지 세워졌다는 것이 밝혀졌다.
신석기-청동기를 사용했던 메르가르의 사람들은 북아프가니스탄과 북동이란, 남부 중앙아시아의 동시대 문명과 접촉했다.

## 메르가르 1기
메르가르 1기(약 9000년 전부터 7500년 전)는 신석기 시대로 도자기는 없었다. 최초의 농작물은 밀과 보리이고, 양, 염소, 소 같은 동물을 목축하는 반유목민이 개발했다. 주거지는 내부가 넷으로 나뉜 단순한 진흙 건물이었다. 많은 무덤이 발견되었는데 바구니, 석각기, 구슬, 팔찌, 목걸이, 희생동물이 발견됐고, 남자 무덤에 부장품이 더 많았다. 조개, 석회암, 터키석, 라피스라즐리(청금석), 사암, 광을 낸 구리 등이 나왔으며, 여자와 동물의 단순한 조각상도 있었다.

## 메르가르 II기 와 III기
메르가르 2기는 약 7500년 전부터 6800년 전까지이고, 메르가르 3기는 6800년 전부터 5500년 전까지이다. 각각 신석기 시대와 그 후의 청동-석기 병용 시대로 도자기를 사용하기 시작했다. 이 시기에는 생산 활동의 많은 증거가 발견되었고, 더 진보된 기술이 많이 사용됐다.
2기에 사람들은 종종 봉헌된 동물들, 장신구 또는 도구를 무덤에 함께 매장했다. 때때로 어른보다 아이 무덤에 더욱 정교한 장신구들이 매장되기도 했다. 3기에 해당하는 시기에 이 지역 정착민들은 다양한 장신구와 화려한 도기류를 남겼다. 그러나 매장은 매우 간소해져 작은 소량의 장신구만을 매장했다. 귀중한 장신구 및 재물은 매장되지 않고 재사용됐다.

## 메르가르 VII 기
약 4500년 전에서 4000년 전 사이이다. 이 시기에 도시들은 버려졌다. 인더스 문명의 중간 단계였다. 발루치스탄 주가 건조해짐에 따라 비옥한 인더스 계곡으로 이주한 것으로 추측된다.

## 같이 보기
- 인더스 문명
- 모헨조다로
- 하라파
- 퀘타

1. ↑  박성진, 「라피스라줄리 로드 : 실크로드 이전의 실크로드」, 《고고학》 제83호(2021), 313쪽.
2. ↑  이주형・이석우, 『천상의 도시 천하의 도시』(보성각, 2016), 13쪽.